# Петрівська сільська рада (Миколаївська область)
Петрі́вська сільська́ ра́да — адміністративно-територіальна одиниця та орган місцевого самоврядування в Миколаївському районі Миколаївської області. Адміністративний центр — село Петрівка.

## Загальні відомості
- Населення ради: 2 092 особи (станом на 2001 рік)

## Населені пункти
Сільській раді підпорядковані населені пункти:
- с. Петрівка
- с-ще Зелений Яр
- с. Карликівка

## Склад ради
Рада складається з 18 депутатів та голови.
- Голова ради:
- Секретар ради: Цинаковська Світлана Миколаївна

### Керівний склад попередніх скликань
| Прізвище, ім'я, по батькові   | Основні відомості                                                 | Дата обрання | Дата звільнення |
| ----------------------------- | ----------------------------------------------------------------- | ------------ | --------------- |
| Кондратюк Олексій Олексійович | Сільський голова, 1957 року народження, безпартійний              | 26.03.2006   | 31.10.2010      |
| Ткачов Максим Михайлович      | Сільський голова, 1979 року народження, освіта вища, безпартійний | 31.10.2010   | 31.08.2014      |

Примітка: таблиця складена за даними сайту Верховної Ради України

### Депутати
За результатами місцевих виборів 2010 року депутатами ради стали:

#### За суб'єктами висування
| Суб'єкт висування           | Кількість обраних депутатів | %    |
| --------------------------- | --------------------------- | ---- |
| Самовисування               | 11                          | 61,1 |
| Партія регіонів             | 5                           | 27,8 |
| Комуністична партія України | 2                           | 11,1 |

#### За округами
| № округу                    | Прізвище, ім'я, по батькові          | Дата визнання обраним | Освіта             | Партійна приналежність                        | Відомості про обраного депутата                   |
| --------------------------- | ------------------------------------ | --------------------- | ------------------ | --------------------------------------------- | ------------------------------------------------- |
| Комуністична партія України |                                      |                       |                    |                                               |                                                   |
| 3                           | Валуєв Олександр Григорович          | 10.11.2010            | середня спеціальна | позапартійний                                 | СГВК «Зеленоярське», завідувач автогаража         |
| 7                           | Кокошинський Василь Степанович       | 10.11.2010            | середня            | позапартійний                                 | пенсіонер                                         |
| Партія регіонів             |                                      |                       |                    |                                               |                                                   |
| 1                           | Безматерних Лариса Василівна         | 10.11.2010            | середня            | позапартійна                                  | приватний підприємець                             |
| 6                           | Козирєва Алла Михайлівна             | 10.11.2010            | середня спеціальна | позапартійна                                  | Гастроном с. Петрівка, прода-вець                 |
| 12                          | Риженко Андрій Миколайович           | 10.11.2010            | середня            | позапартійний                                 | ТОВ «Золотий колос Півдня», директор              |
| 15                          | Саламандик Василь Петрович           | 10.11.2010            | вища               | позапартійний                                 | СГВК «Зеленоярське», заступник голови кооперативу |
| 18                          | Цинаковська Світлана Миколаївна      | 10.11.2010            | вища               | позапартійна                                  | Петрівська сільська рада, секретар                |
| Самовисування               |                                      |                       |                    |                                               |                                                   |
| 2                           | Бурейко Інна Володимирівна           | 10.11.2010            | вища               | позапартійна                                  |                                                   |
| 4                           | Дацюк Валентина Олексіївна           | 10.11.2010            | вища               | член Всеукраїнського об'єднання «Батьківщина» |                                                   |
| 5                           | Дудчик Наталія Миколаївна            | 10.11.2010            | вища               | позапартійна                                  | Зеленоярська загальноосвітня школа, вчитель       |
| 8                           | Колісніченко Анатолій Володимирович  | 10.11.2010            | середня            | позапартійний                                 | «Микморсервіс», докар-механізатор                 |
| 9                           | Колибань Віталій Іванович            | 10.11.2010            | середня            | позапартійний                                 |                                                   |
| 10                          | Павленко Володимир Васильович        | 10.11.2010            | вища               | позапартійний                                 | пенсіонер                                         |
| 11                          | Пташинський Володимир Ілліч          | 10.11.2010            | середня спеціальна | позапартійний                                 | СГВК"Зеленоярська", водій                         |
| 13                          | Ромашова Тетяна Олександрівна        | 10.11.2010            | вища               | позапартійна                                  | Петрівська загальноосвітня школа, вчитель         |
| 14                          | Савченко Наталя Михайлівна           | 10.11.2010            | вища               | позапартійна                                  | Зеленоярська загальноосвітня школа, вчитель       |
| 16                          | Тимошевський Олександр Володимирович | 10.11.2010            | вища               | позапартійний                                 | СГВК «Зеленоярська», інженер по охороні праці     |
| 17                          | Ткачова Катерина Михайлівна          | 10.11.2010            | вища               | позапартійна                                  | Зеленоярська загальноосвітня школа, бібліотекар   |